# Iris Dorsa
Iris Dorsa zijn lage heuvelruggen op de planeet Venus. De Iris Dorsa werden in 1985 genoemd naar Iris, godin van de regenboog in de Griekse mythologie.
De richels hebben een lengte van 2050 kilometer en bevinden zich in de quadrangles Pandrosos Dorsa (V-5) en Bellona Fossae (V-15).